# 12 Monocerotis
12 Monocerotis är en misstänkt variabel i Enhörningens stjärnbild.
Stjärnan varierar mellan visuell magnitud +5,83 och 5,87 utan någon fastställd periodicitet. 12 Monocerotis befinner sig på ett avstånd av ungefär 560 ljusår.